# Shaun Tait
Shaun Tait (ur. 22 lutego 1983 w Adelaide) – australijski krykiecista, bowler rzucający w stylu fast, członek drużyny australijskiej.
Jeden z najszybszych, jeżeli nie najszybszy, z rzucających we współczesnym krykiecie. W meczu jednodniowym przeciwko Nowej Zelandii 4 lutego 2007 jako trzeci gracz w historii krykieta rzucił piłką z prędkością ponad 160 k/h, większość jego piłek rzucana jest z prędkością ok. 155 km/h.